# Miguel de Olivares (secretario real)
Miguel de Olivares (Riotuerto (Cantabria), ca. 1560-Madrid, 6 de noviembre de 1646) fue un funcionario de alto rango de la administración española en Flandes.

## Biografía
Los primeros datos conocidos de Olivares se remontan al año 1590 cuando este estaba al servicio de los Archiduques Alberto e Isabel en la ciudad de Bruselas para quienes se empleó en oficios de supervisor de los gastos de la administración pública y maestro de la cámara. Durante la segunda década del siglo XVII su importancia en la corte flamenca fue creciendo, pasando a ser escribano de cámara del Archiduque, y en 1626 es nombrado por el rey Felipe IV secretario real del Consejo Privado de Flandes. Con este cargo entabla contacto con el marqués de Leganés Diego Mexía Felípez de Guzmán, que sería poco después presidente del mismo consejo, y al quien administra sus cuentas y con quien tuvo una relación clientelar muy cercana. De igual forma es conocido que mantenía correspondencia regular con el duque de Aarschot,  Philippe François de Arenberg.
A partir de la década de 1640 y gracias a su contacto con el marqués, con el que compartió afición al arte y el coleccionismo, y por estar al servicio del Cardenal Infante don Fernando, gobernador de los Países Bajos, Miguel de Olivares tuvo gran protagonismo en la adquisición de pinturas para la corte española. Él es el responsable del envío a España de la mayor parte de los tapices de Bruselas y pinturas flamencas que hoy se exponen en el Museo del Prado, fundamentalmente de pintores como Rubens y Snyders. El cardenal debió quedar muy satisfecho con sus servicio como tesorero y maestro de la cámara, pues le remuneró con numerosos favores económicos que le convirtieron en un notable miembro de la corte flamenca, más allá de un mero funcionario palatino.
Miguel de Olivares trabaría amistad con Juan Osvaldo de Brito, otro importante funcionario en Flandes también aficionado al arte. La alianza de ambas familias se sellaría con el matrimonio uno de los hijos de Olivares,  Juan de Olivares, con la hija de aquel, Mariana de Brito, en Madrid el 31 de enero de 1633. Mariana enviudaría por primera vez en 1639, pero a partir de esta unión ambas familias montañesas tendrían acceso a importantes recursos de la economía de guerra ya que la familia Brito controlaba la Real Fábrica de Artillería de La Cavada, relevantes instalaciones fabriles que abastecía de cañones y munición de hierro al Imperio Español.
Hasta su muerte, acaecida en el año 1646, Miguel de Olivares había tenido toda una vida íntimamente ligada a la política bruselense, habiendo reunido al final de sus días una sugerente colección de pintura flamenca.